# Cnicothamnus
Cnicothamnus Griseb., 1874 è un genere di piante angiosperme dicotiledoni della famiglia delle Asteraceae.

## Descrizione
In questo gruppo sono presenti sia arbusti che piccoli alberi caratterizzate da fusti con brevi rami.
Le foglie lungo il caule sono disposte in modo alternato; sono picciolate o sub-sessili. La forma, in genere intera e semplice, è molto varia: da ampiamente ellittica a ovata, con bordi dentati. Le venature sono del tipo pennato. La consistenza in genere è coriacea o subcoriacea.
Le infiorescenze sono composte da grandi capolini più o meno sessili, solitari e terminali.  I capolini omogami (ermafroditi o femminili) sono di tipo discoide (o subdisciforme). I capolini sono formati da un involucro a forma da ampiamente campanulata a globosa composto da brattee (o squame) all'interno delle quali un ricettacolo fa da base ai fiori. Le brattee, simili a foglie con forme ovate, lanceolate o lineari, sono disposte su molte serie in modo embricato e scalate in altezza. Il ricettacolo, convesso, glabro e alveolati, è privo di pagliette a protezione della base dei fiori (ricettacolo nudo).
I fiori sono tetraciclici (a cinque verticilli: calice – corolla – androceo – gineceo) e in genere pentameri (ogni verticillo ha 5 elementi). I fiori sono molto numerosi e dimorfi con fiori periferici con corolle bilabiate o subbilabiate (corolle zigomorfe di tipo 2/3) e fiori centrali con corolle tubolari (corolle actinomorfe). In genere i fiori centrali sono ermafroditi e fertili; quelli periferici sono femminili.
- Formula fiorale:

*/x K {\displaystyle \infty }, [C (5), A (5)], G 2 (infero), achenio
- Calice: i sepali del calice sono ridotti ad una coroncina di squame.
- Corolla: il colore delle corolle è arancio o arancio-rosso. Le corolle bilabiate dei fiori periferici hanno il labbro esterno espanso con tre denti apicali, quello interno è profondamente bilobo con i lobi a spirale o ricurvi (solo all'apice). Le corolle dei fiori del disco sono profondamente divise con lobi eretti o ricurvi (solo all'apice).
- Androceo: l'androceo è formato da 5 stami con filamenti liberi e antere saldate in un manicotto circondante lo stilo.[11] Le antere in genere hanno una forma sagittata con appendici apicali acute. Le teche sono calcarate (provviste di speroni) ed hanno code lunghe, lineari e glabre. Il polline normalmente è tricolporato (a forma prolata[3]) a forma sferica (può essere microechinato).
- Gineceo: il gineceo ha un ovario uniloculare infero formato da due carpelli.[11]. Lo stilo è unico e con due stigmi e senza nodo basale; è ispessito sotto gli stigmi. Gli stigmi sono corti (scarsamente divisi), galbri con terminazioni arrotondate e creste marginali; dorsalmente sono glabri. L'ovulo è unico e anatropo.

I frutti sono degli acheni con pappo. La forma degli acheni è cilindrica a spiralata (raramente è compressa) con 5 coste longitudinali e superficie sericea. Il carpoforo (o carpopodium) è anulare o cilindrico, ma indistinto. L'endosperma è cellulare. Il pappo è formato da setole disposte su 3 serie con un numero ridotto di corte setole esterne. Le setole sono appuntite (sono ampie e piatte in basso) e sono piumose (barbate) all'apice. Il pappo è direttamente inserito nel pericarpo o è connato in un anello parenchimatico posto sulla parte apicale dell'achenio.

## Biologia
- Impollinazione: l'impollinazione avviene tramite insetti (impollinazione entomogama tramite farfalle diurne e notturne).
- Riproduzione: la fecondazione avviene fondamentalmente tramite l'impollinazione dei fiori (vedi sopra).
- Dispersione: i semi (gli acheni) cadendo a terra sono successivamente dispersi soprattutto da insetti tipo formiche (disseminazione mirmecoria). In questo tipo di piante avviene anche un altro tipo di dispersione: zoocoria. Infatti gli uncini delle brattee dell'involucro si agganciano ai peli degli animali di passaggio disperdendo così anche su lunghe distanze i semi della pianta.

## Distribuzione
Le specie di questo genere si trovano in Argentina, Bolivia e Paraguay. Vegetano nelle foreste subtropicali e su suoli secchi da 500 a 2.200 metri di quota.

## Tassonomia
La famiglia di appartenenza di questa voce (Asteraceae o Compositae, nomen conservandum) probabilmente originaria del Sud America, è la più numerosa del mondo vegetale, comprende oltre 23.000 specie distribuite su 1.535 generi, oppure 22.750 specie e 1.530 generi secondo altre fonti (una delle checklist più aggiornata elenca fino a 1.679 generi). La famiglia attualmente (2021) è divisa in 16 sottofamiglie.

### Filogenesi
La sottofamiglia Gochnatioideae, nell'ambito delle Asteraceae occupa una posizione più o meno "basale" (si è evoluta prima rispetto al resto della maggior parte delle sottofamiglie) ed è molto vicina alle sottofamiglie Wunderlichioideae e Hecastocleidoideae; con la sottofamiglia Wunderlichioideae forma un "gruppo fratello". La sottofamiglia ha solamente la tribù Gochnatieae ed è caratterizzata da specie più o meno arbustive, capolini eterogami, ricettacoli alveolati, appendice dell'antere apicolate, stilo ispessito sotto gli stigmi e acheni a 5 coste.
Nell'ambito della tribù la posizione del genere di questa voce è abbastanza "basale" e insieme al genere Richterago forma un "gruppo fratello" che a sua volta è collegato, da un punto di vista filogenetico, al genere Gochnatia. Insieme questi generi formano uno dei due cladi principali della tribù (l'altro clade è formato dai generi discoidi  Anastraphia e Nahuatlea).
Il genere Cnicothamnus in precedenti trattamenti era descritto all'interno della sottotribù Gochnatiinae In altri studi il genere è associato alla sottotribù Mutisiinae.
Il numero cromosomico delle specie di questo genere è: 2n = 44.
L'età di formazione della sottofamiglia/tribù varia (secondo varie ricerche) da 36 a 18 milioni di anni fa.

### Elenco specie
Questo genere comprende le seguenti 2 specie:
- Cnicothamnus azafran Cabrera
- Cnicothamnus lorentzii Griseb.